# 王德完
王德完（1554年—1621年），字子醇，號希泉，四川順慶府廣安州人，民籍，明朝政治人物。

## 生平
萬曆七年（1579年）己卯科四川鄉試第四十九名舉人，十一年（1583年）中式癸未科會試第五十五名，未殿試，十四年（1586年）丙戌科廷試三甲第四十二名進士。都察院觀政，選翰林院庶吉士，十六年（1588年）補授兵科給事中，二十年（1592年）四月升戶科右給事中，再升禮科左給事中，七月又遷戶科都給事中。二十八年（1600年），因立太子事觸怒明神宗，被廷杖一百，革職還鄉。四十八年（1620年），被起用為太常寺少卿。明光宗時，官至都察院左僉都御史。天啟元年（1621年）八月升戶部右侍郎，十二月病故，被封贈戶部尚書，加封光祿大夫、柱國、少師兼太子太師。

## 家族
曾祖王瀛，壽官；祖父王世官，壽官；父王梁，舉人、知縣；嫡母鄧氏；生母楊氏。慈侍下。兄王德恒（庠生）、王德進（庠生）、王德光（舉人）、王德成（庠生）。子王璟、王璲、王珣、王瑨、王瑊、王瓘。

## 延伸阅读
[在维基数据编辑]
 《明史卷二百三十五》，出自《明史》